# Jason Witten
Christopher Jason Witten (Washington, D.C., 6 de maio de 1982) é um jogador de futebol americano aposentado que atuava na posição de tight end na National Football League. Jogou futebol americano universitário pela Universidade de Tennessee. Em seus três anos na faculdade, Witten deixou de ser um jogador da linha defensiva para ser um tight end. Jogou quinze temporadas como profissional pelo Dallas Cowboys da NFL.
Em 2018 foi analista do Monday Night Football para a ESPN, contudo anunciou que retornaria ao Dallas, saindo da aposentadoria. Ele jogou uma temporada no Las Vegas Raiders antes de se aposentar novamente.

## Começo da vida
Witten cresceu com seu primo, Triston, dois irmãos mais velhos, Ryan e Shawn, em Washington D.C., mas se mudou com a família para Elizabethton, Tennessee, ainda quando criança. Na escola, ele jogou futebol americano nas posições de linebacker e tight end. Também jogou basquete.
Witten jogou como defensive end e tight end na Universidade do Tennessee de 2000 a 2002, onde recebeu honras de All-SEC. Durante sua carreira universitária, conseguiu 68 recepções para 797 jardas.

## Carreira como profissional

### Dallas Cowboys

#### 2003
Witten foi draftado na terceira rodada do Draft da NFL de 2003 pelo Dallas Cowboys. Novato e com 20 anos, jogou em 15 partidas na temporada de 2003. Ele fez sua primeira recepção em 7 de setembro. Ele jogou boa parte da temporada, embora tivesse uma contusão no maxilar. Witten terminou seu primeiro ano como profissional com 35 recepções para 347 jardas e um touchdown. No seu primeiro jogo de playoffs, numa partida de repescagem contra o Carolina Panthers, ele conseguiu 4 recepções para 30 jardas, mas seu time perdeu por 29 a 10.

#### 2004
Na temporada de 2004, seu ano de estreia, Witten fez 87 recepções, décima primeira melhor marca para um tight end e um recorde do Cowboys para a posição e ele foi selecionado para o Pro Bowl sendo também nomeado para o jogo das estrelas nos três anos seguintes depois de excelentes performances.

#### 2006
Ao final da temporada de 2006, Witten se tornou o décimo tight end na história da NFL a ter três temporadas consecutivas com 60 recepções.
Em 22 de julho de 2006, Witten assinou um acordo de 6 anos valendo US$29 milhões de dolares, com US$12 milhões assegurados, incluindo US$6 milhões de bônus.

#### 2007
Witten Teve um excelente ano durante a temporada de 2007. Ele estabeleceu um recorde para tight ends do Cowboys em recepções numa temporada com 96, enquanto se tornava também apenas o terceiro tight end na história da NFL com 96 ou mais recepções. Em 9 de dezembro de 2007, em um jogo contra o Detroit Lions, as 15 recepções de Jason Witten empatou o recorde da NFL pertensente a Kellen Winslow Sr., de maior número de recepções por um tight end na história da liga. Em seu 14° jogo do ano, Witten se tornou o primeiro TE do Dallas a somar mais de 1 000 jardas numa temporada. Witten também foi para o pro bowl no recorde do Cowboys que teve 13 jogadaores selecionados. Além disso, ele foi nomeado para o All-Pro Team de 2007 junto com Terrell Owens e DeMarcus Ware.
Witten foi nomeado para o Walter Payton Man of the Year Award de 2007.

#### 2008
Em 26 de outubro de 2008, em um jogo contra o Tampa Bay Buccaneers, Witten deixou a partida devido a uma costela quebrada.
Witten fez sua recepção n° 400 no jogo de Thanksgiving Day contra o Seattle Seahawks em 27 de novembro de 2008.

#### 2009
Na temporada de 2009, Jason Witten conseguiu alcançar outro Pro Bowl, fazendo 94 recepções para 1 030 jardas.

#### 2010
Na semana 2, Witten bateu com a cabeça com força na grama em um jogo contra o Chicago Bears. Ele foi obrigado a deixar o jogo com uma concussão.
Já na semana 15, contra o Washington Redskins, Witten se tornou o tight end que mais rápido chegou a marca de 600 recepções (125 jogos). Ele fez isso jogando em casa com 10 recepções, 140 jardas e um touchdown. Ao fim da temporada, ele recebeu sua sétima seleção ao Pro-Bowl sendo nomeado o Tight End titular pela NFC, com seus 1 002 e 9 touchdowns.

#### 2011
Witten terminou a temporada com 79 recepções para 942 jardas e ainda fez 5 touchdowns em 16 jogos. Em 13 de novembro de 2011, ele passou Ozzie Newsome como o terceiro tight end em número de recepções na história da NFL, com 663 na carreira.

#### 2012

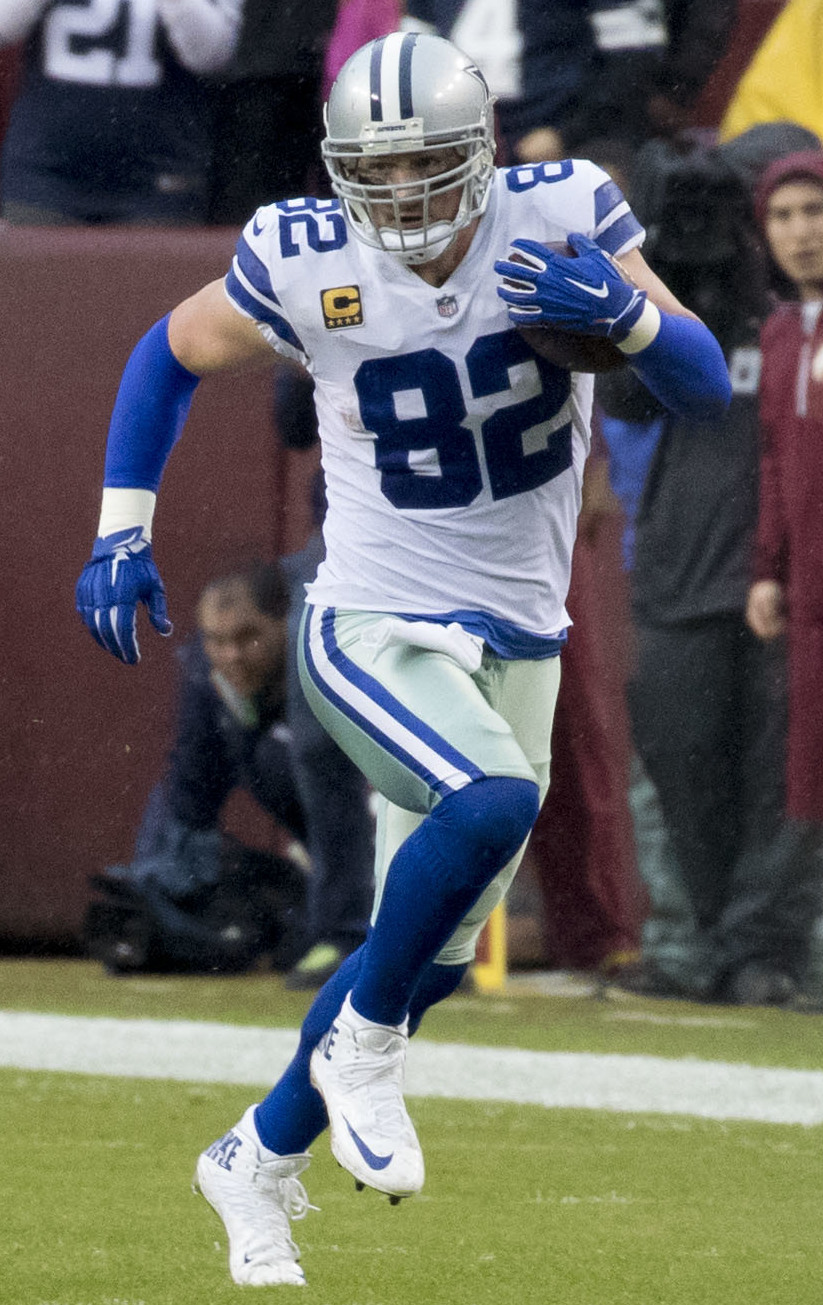
Witten em 2017.

Em 13 de agosto de 2012, Witten teve o baço dilacerado em um jogo de pré-temporada contra o Oakland Raiders. Witten perdeu o restante da preparação antes do começo da temporada regular.
Em 5 de setembro, Witten fez 2 recepções para 10 jardas no primeiro jogo da temporada contra o New York Giants. Apesar das dúvidas quanto a sua capacidade devido as contusões e ao seu problema no baço, ele recebeu licença médica para continuar jogando. Em 16 de setembro, em um jogo contra o Seattle Seahawks, Witten fez 4 recepções para 58 jardas. Nesta partida, ele conseguiu sua 702ª recepção na carreira se tornando o segundo jogador na história da franquia a ter mais de 700 recepções (o outro sendo o WR Michael Irvin que tem 750) e o terceiro tight end a ter tais números na história da NFL (os outros são Tony Gonzalez e Shannon Sharpe). Jason também se tornou o TE que chegou mais rápido a marca de 700 passes recebidos, em apenas 145 jogos, já que Gonzalez demorou 154 jogos e Sharpe demorou 178. Ao termino da temporada ele já era o terceiro tight end com mais jardas recebidas na carreira. Na semana 8, ele conseguiu 18 recepções (melhor marca da carreira e também por um TE) para 167 jardas.
Em 4 de novembro, Witten estabeleceu um novo recorde para o Cowboys de maior quantidade de recepções pelo time com 754, passando Michael Irvin.
Em 23 de dezembro, Jason quebrou o recorde da NFL de maior quantidade de recepções por um TE em uma única temporada (110).
Nessa temporada, ele foi eleito para seu oitavo Pro Bowl.

#### 2013
Em 15 de setembro, durante a temporada de 2013, Witten superou Shannon Sharpe como o segundo tight end com mais recepções na carreira na história da NFL. Ele terminou o ano com 73 recepções (879 na carreira, até então) para 851 jardas e 8 touchdowns.

#### 2014
Em um jogo contra o Houston Texans em 5 de outubro, pela temporada de 2014, Witten se tornou o terceiro tight end a alcançar 10 000 jardas recebidas na carreira, se juntando a Shannon Sharpe e a Tony Gonzalez. Jason terminou o ano com 64 recepções, 703 jardas e 5 TDs anotados.

#### 2015
A temporada de 2015 foi marcada por altos e baixos, mas Jason conquistou bons números. Ele fez 713 jardas de recepção e 3 TDs em 77 recepções.

#### 2016
Witten terminou a temporada de 2016 com 69 recepções e 637 jardas, conseguindo também 3 touchdowns. Na semana 8, em um dos pontos altos do ano, ele marcou o TD da vitória, na prorrogação, contra o Philadelphia Eagles.

#### 2017 e nova aposentadoria
Em 28 de março de 2017, Witten renovou seu contrato com os Cowboys, assinando por mais quatro anos com o clube. Nessa temporada, ele passou Michael Irvin como o jogador com mais jardas de recepção na história da franquia. Witten terminou o ano com 63 recepções para 560 jardas e cinco touchdowns, acabando sendo eleito para seu décimo-primeiro Pro Bowl.
Em abril de 2018, anunciou sua aposentadoria da NFL.

### Retorno para os Cowboys em 2019
Em 28 de fevereiro de 2019, a ESPN anunciou que Witten retornaria aos Cowboys, assinando um contrato de um ano por US$ 3,5 milhões de dólares. No total, em 2019, Witten jogou todos os dezesseis jogos e conseguiu 63 recepções para 529 jardas e quatro touchdowns.

### Las Vegas Raiders e segunda aposentadoria
Em 25 de março de 2020, Witten assinou um contrato de uma ano com o Las Vegas Raiders. Na semana 4, contra o Buffalo Bills, ele marcou seu primeiro touchdown como um jogador dos Raiders num passe do quarterback Derek Carr. Ele terminou a temporada de 2020 atuando em sete jogos e conseguiu 13 recepções para 69 jardas, com dois TDs de recepção.
Em 27 de janeiro de 2021, Witten mais uma vez anunciou sua aposentadoria da NFL e afirmou que queria assinar um contrato simbólico de um dia com os Cowboys para poder se aposentar formalmente pela equipe de Dallas.

## Comentarista esportivo
Em 26 de outubro de 2018, Witten aceitou a oferta da ESPN para ser comentarista no Monday Night Football. A informação foi confirmada por ambas as partes uma semana mais tarde. Sua estreia na temporada de 2018 foi bem recebida pelos analistas. Ele ficou lá apenas uma temporada.

## Estatísticas
| Ano      | Time     | Jogos      | Recebendo | Recebendo | Recebendo | Recebendo | Recebendo | Fumbles | Fumbles  |
| Ano      | Time     | Disputados | Rec       | Jardas    | Média     | Lng       | TD        | Fum     | Perdidos |
| -------- | -------- | ---------- | --------- | --------- | --------- | --------- | --------- | ------- | -------- |
| 2003     | DAL      | 15         | 35        | 347       | 9,9       | 36E       | 1         | 0       | 0        |
| 2004     | DAL      | 16         | 87        | 980       | 11,3      | 42E       | 6         | 2       | 1        |
| 2005     | DAL      | 16         | 66        | 757       | 11,5      | 34        | 6         | 0       | 0        |
| 2006     | DAL      | 16         | 64        | 754       | 11,8      | 42        | 1         | 0       | 0        |
| 2007     | DAL      | 16         | 96        | 1 145     | 11,9      | 53        | 7         | 1       | 1        |
| 2008     | DAL      | 16         | 81        | 952       | 11,8      | 42        | 4         | 0       | 0        |
| 2009     | DAL      | 16         | 94        | 1 030     | 11,0      | 69        | 2         | 0       | 0        |
| 2010     | DAL      | 16         | 94        | 1 002     | 10,7      | 33        | 9         | 1       | 1        |
| 2011     | DAL      | 16         | 79        | 942       | 11,9      | 64        | 5         | 1       | 0        |
| 2012     | DAL      | 16         | 110       | 1 039     | 9,4       | 36        | 3         | 0       | 0        |
| 2013     | DAL      | 16         | 73        | 851       | 11,7      | 34        | 8         | 0       | 0        |
| 2014     | DAL      | 16         | 64        | 703       | 11,0      | 34        | 5         | 0       | 0        |
| 2015     | DAL      | 16         | 77        | 713       | 9,3       | 35        | 3         | 1       | 1        |
| 2016     | DAL      | 16         | 69        | 673       | 9,8       | 35        | 3         | 1       | 1        |
| 2017     | DAL      | 16         | 63        | 560       | 8,9       | 28E       | 5         | 1       | 1        |
| 2019     | DAL      | 16         | 63        | 529       | 8,4       | 33        | 4         | 1       | 1        |
| 2020     | LV       | 16         | 13        | 69        | 5,3       | 15        | 2         | 0       | 0        |
| Carreira | Carreira | 271        | 1 228     | 13 046    | 10,8      | 69        | 74        | 9       | 7        |